# Війна за польську спадщину (1587—1588)
Війна за польську спадщину (1587—1588) — інтервенція австрійського претендента на престол Речі Посполитої, Максиміліана, після подвійного вибору короля.
У серпні 1587 більшість шляхти обрала королем польським представника шведської династії Сигізмунда Вазу, проте прихильники сім'ї Зборовських проголосили королем Максиміліана, представника австрійських Габсбургів. Максиміліан в жовтні підійшов під столичний Краків, але йому не вдалося зайняти місто. Після невдалої атаки на місто в листопаді, Максиміліан покинув околиці Кракова і відійшов до південь, зайнявши Спішське староство (анклав в Словаччині під владою польських королів) з замком в Любовні. Головні війська Максиміліана стояли обозами по чеській (цісарській) стороні кордону поблизу містечка Бичіна.
На початку січня великий канцлер коронний і великий гетьман коронний Ян Замойський з 6 тис. армію вийшов з Кракова, перейшов кордон і 24 січня завдав удар Максиміліану. Близько 2 тисяч прихильників принца залишилося на полі битви, втрати гетьмана були наполовину менші. Сам ерцгерцог на наступний день в Бичіне віддався в полон і був ув'язнений у Бендзінський замок.
9 березня 1589 Річ Посполита і Габсбурзька монархія уклали Бендзінско-битомскій трактат. Максиміліан відмовився від титулу польського короля і від зайнятого Спіша.

## Библіографія
- Sławomir Leśniewski, Człowiek, który upokorzył Habsburgów, Polityka Nr 3 (2637), 19 stycznia 2008, ss. 74-77,
- Paweł Jasienica, Rzeczpospolita Obojga Narodów: Srebrny wiek, Świat Książki, Warszawa 1997, ss. 128—129.